# Sergej Eliseev
Sergej Ivanovič Eliseev (in russo Сергей Иванович Елисеев?; Sinferopoli, 3 novembre 1875 – Tomsk, 19 ottobre 1937) è stato un sollevatore russo.

## Biografia
Sergej Eliseev era un fabbro che lavorava nelle officine ferroviarie di Ufa insieme a suo fratello minore Aleksandr.
Entrambi si trasferirono a San Pietroburgo nel 1898 e nello stesso anno Sergej si iscrisse al Campionato nazionale russo di sollevamento pesi, dove terminò in seconda posizione battuto da Georg Hackenschmidt.
L'anno successivo partecipò al Campionato mondiale di Milano, giunto alla sua terza edizione ufficiale, riuscendo a vincere la medaglia d'oro.
Negli anni seguenti abbracciò le idee rivoluzionarie diventando un attivista politico e, dopo varie vicissitudini, fu esiliato in Jakutija dal regime zarista.
Dopo la Rivoluzione del 1917 Eliseev si trasferì a Tomsk dove visse fino alla sua morte.